# Quintanilla de Onésimo
Quintanilla de Onésimo es un municipio y localidad española de la provincia de Valladolid, en la comunidad autónoma de Castilla y León. Cuenta con una población de 992 habitantes (INE 2024).
Tiene una superficie de 55,20 km² y está situada entre Valladolid (35 km) y Peñafiel (21 km). Se accede por la carretera N-122. Algunos municipios limítrofes son: Olivares de Duero, Sardón de Duero, Quintanilla de Arriba, Valbuena de Duero y Cogeces del Monte. Pertenece a la comarca de Campo de Peñafiel. Cabe señalar que en Quintanilla comienza el canal del Duero.
La denominación Quintanilla de Onésimo se adoptó en 1941 en honor a Onésimo Redondo, fundador de las JONS.

## Geografía
Integrado en la comarca de Campo de Peñafiel, se sitúa a 37 kilómetros de Valladolid. El término municipal está atravesado por la carretera nacional N-122, en los pK 322 y 324-331, y por las carreteras provinciales VA-104, que conecta con Olivares de Duero, y VA-203, que se dirige hacia Cogeces del Monte. El relieve del municipio por la ribera izquierda del río Duero y por una extensa llanura que llega hasta el arroyo de Valimón. La altitud oscila entre los 880 metros (pico del Cuerno) y los 720 metros a orillas del Duero. Su término municipal engloba gran parte de espacio natura protegido LIC El Carrascal.

### Municipios limítrofes
| Noroeste: Olivares de Duero      | Norte: Olivares de Duero | Noreste: Valbuena de Duero  |
| Oeste: Sardón de Duero           |                          | Este: Quintanilla de Arriba |
| Suroeste: Santibáñez de Valcorba | Sur: Cogeces del Monte   | Sureste: Cogeces del Monte  |

## Historia

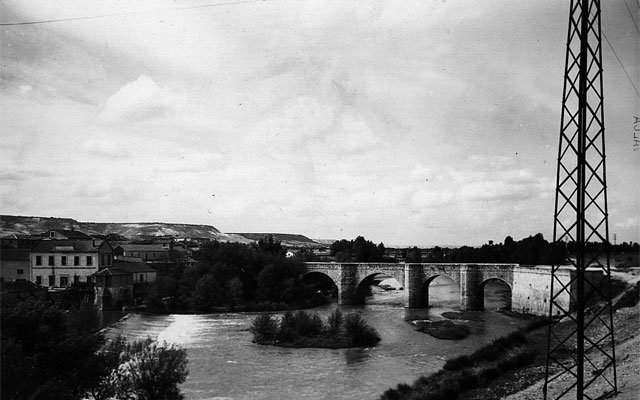
Puente sobre el río Duero

Hay indicios de presencia en Quintanilla en la Edad del Bronce (1400-1200 a. C.). El núcleo de la actual población debió construirse en el siglo XI.
Quintanilla está ya documentada en 1097 como donación que hace Pelayo Favivir al monasterio de Sahagún. También encontramos su mención en el libro Becerro de las Behetrías, del latín benefactoria, es decir, aquellos pueblos que en la antigüedad sus vecinos, como dueños absolutos, podían darse por señor a quien quisiesen. En el siglo XVIII es ya villa de señorío con alcalde.
En el siglo XIX el pueblo fue ocupado por una guarnición francesa que tiene la función de vigilar el puente. Durante este mismo siglo, Quintanilla se convierte en la cuna de la ilustre familia de los Alonso Pesquera, entre los que se encuentran diputados a Cortes, senadores, un alcalde de Valladolid y un presidente de la Diputación Provincial. 
En 1895 se abrió al tráfico la línea Valladolid-Ariza, que permitió la conexión de la comarca con el resto de la red ferroviaria española. El municipio contaba con una estación de ferrocarril propia, que disponía de un edificio de pasajeros e instalaciones para mercancías. La línea fue cerrada al tráfico de pasajeros en enero de 1985 por ser considerada deficitaria. Las instalaciones de la antigua estación se conservan en la actualidad en buen estado.

### Cambio toponímico
En julio de 1941, según lo dispuesto por el Boletín Oficial del Estado, el municipio de Quintanilla de Abajo (anteriormente también conocido como Quintanilla de Yuso y Quintanilla de Duero) pasó a denominarse oficialmente Quintanilla de Onésimo. La petición para el cambio de nombre fue promovida por la sección vallisoletana de FET y de las JONS, en homenaje a la figura del antiguo dirigente falangista Onésimo Redondo —nacido en la localidad y muerto al comienzo de la Guerra Civil— por considerarlo «mártir» y «colaborador preclaro de José Antonio en las tareas fundacionales de Falange». En 2007, con la aprobación de la Ley de Memoria Histórica, la situación toponímica del municipio fue objeto de discusión. En la actualidad el nombre sigue siendo objeto de debate.

## Demografía
Cuenta con una población de 992 habitantes (INE 2024).
| Gráfica de evolución demográfica de Quintanilla de Onésimo entre 1842 y 2021 |
| |
| Población de derecho según los censos de población del INE Población de hecho según los censos de población del INEEn estos censos se denominaba Quintanilla de Abajo: 1842, 1857, 1860, 1877, 1887, 1897, 1900, 1910, 1920, 1930 y 1940 |

## Economía

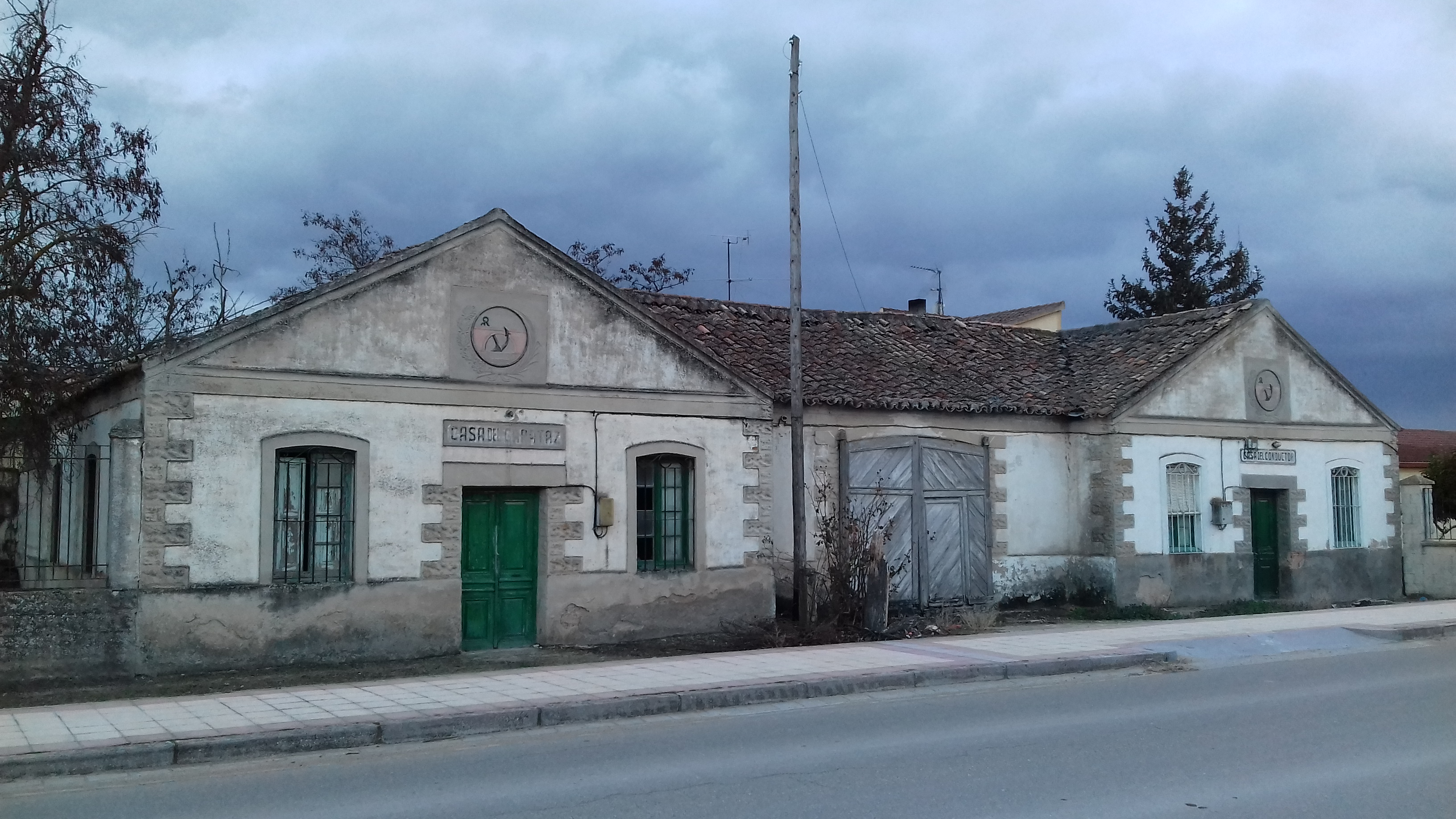
Casa de conservación de carreteras en Quintanilla de Onésimo

Las tierras de cultivo son de secano y de regadío. Los cultivos principales son: cereales, patata, remolacha y viñedo. Existen granjas avícolas y de porcino.

## Administración y política

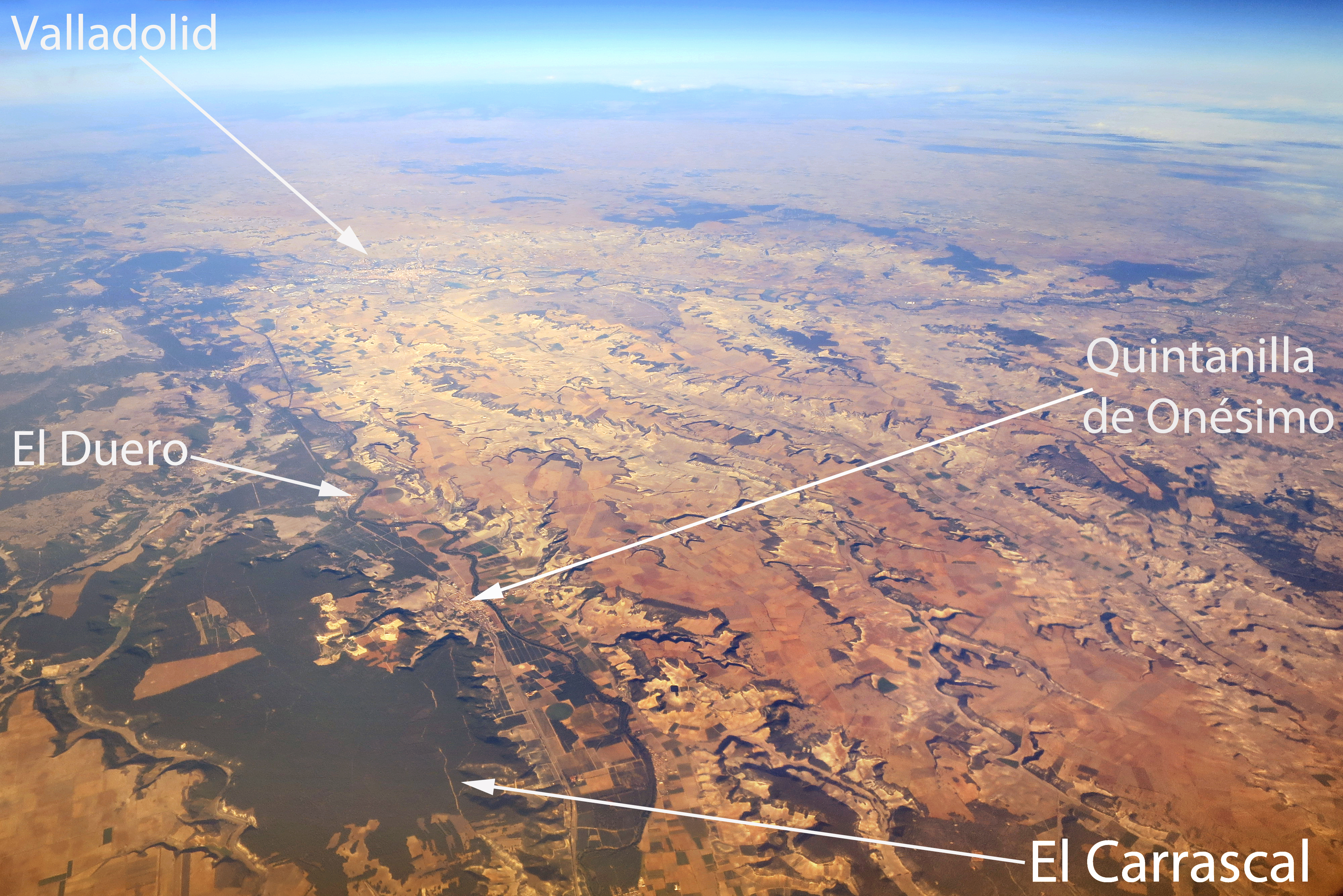
Una foto aérea de la reserva natural de Carrascal cerca de Valladolid en el norte de España

| Periodo   | Nombre                                | Partido |
| --------- | ------------------------------------- | ------- |
| 2007-2011 | Félix Redondo Díez                    | PP      |
| 2011-2015 | Raúl Piquero                          | PP      |
| 2015-2019 | Juan Moreno- Carlos del Barrio Romera | PSOE    |
| 2019-2023 | Carlos del Barrio Romera              | PSOE    |
| 2023-act. | Carlos del Barrio Romera              | PSOE    |

### Evolución de la deuda viva
El concepto de deuda viva contempla solo las deudas con cajas y bancos relativas a créditos financieros, valores de renta fija y préstamos o créditos transferidos a terceros, excluyéndose, por tanto, la deuda comercial.
| Gráfica de evolución de la deuda viva del ayuntamiento entre 2008 y 2014                             |
| |
| Deuda viva del ayuntamiento en miles de Euros según datos del Ministerio de Hacienda y Ad. Públicas. |

La deuda viva municipal por habitante en 2014 ascendía a 171,33 €.

## Cultura

### Patrimonio

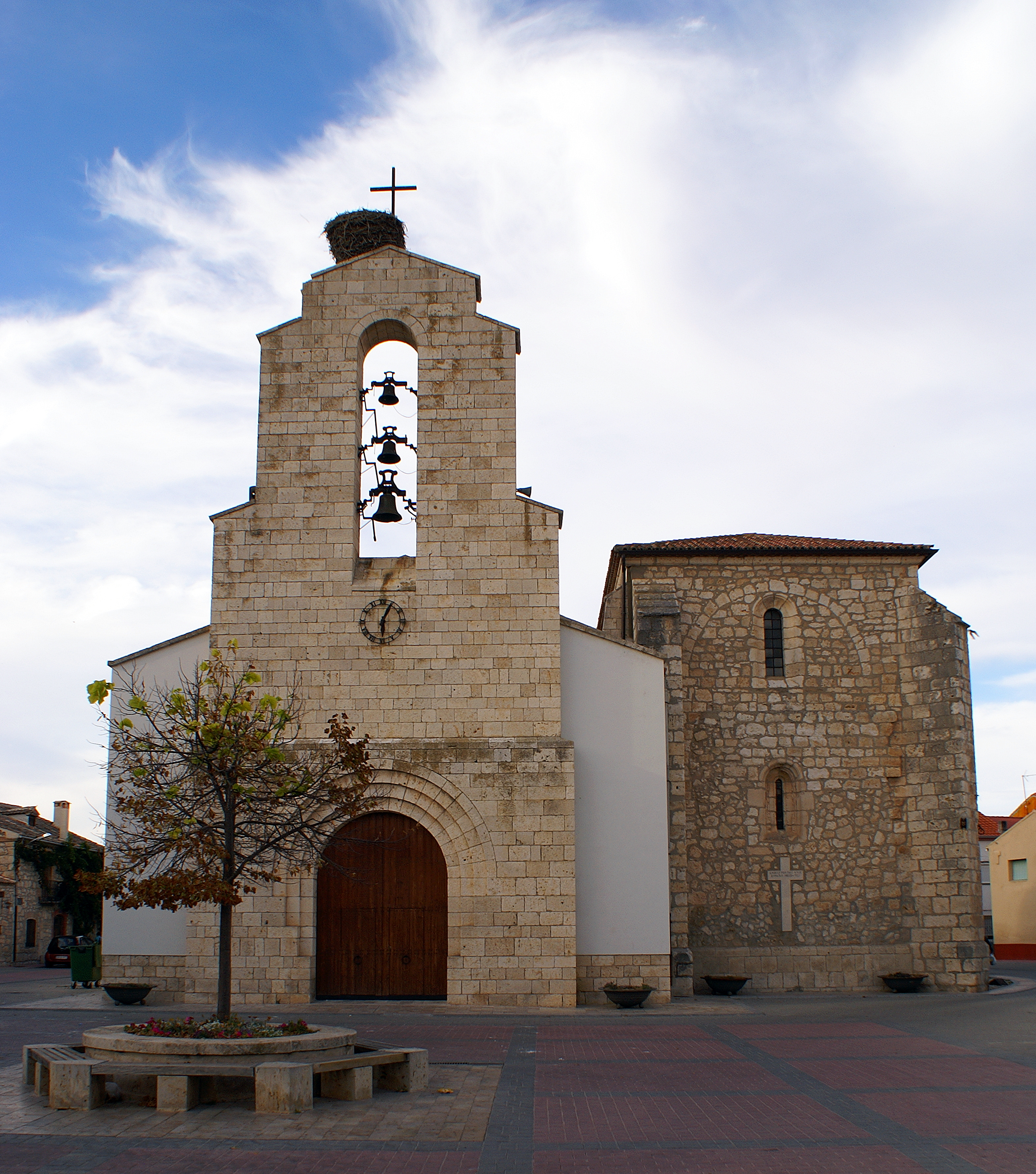
Iglesia de San Millán
Se levantó en el siglo XVI en estilo gótico, constituida por tres naves con bóvedas de crucería estrelladas. De este templo, actualmente solo se conserva en la capilla Mayor y el tramo anterior, ya que en 1958 se desplomó su mayor parte. El retablo Mayor es obra del siglo XVI, ya de estilo renacentista, y se encuentra entre los más afamados de Castilla y León. Francisco Giralte, excelente escultor de la escuela palentina es el autor de las tablas. El conjunto tiene una composición elegante y sobria, destacando la figura de San Millán. 
Ermita del Cristo de San Roque
Actualmente tiene el aspecto de una sobria construcción con una sola nave y cubierta por cúpula. Esto responde a una reforma del siglo XVII sobre una ermita que existía, al menos, desde el siglo anterior. Conserva en su interior un retablo y obras escultóricas de los siglos XVI y XVII. Frente a la entrada se localiza un crucero, que, con fecha de 1623, fue dedicado por la viuda de un soldado muerto en Flandes.
Puente
En 1494 los Reyes Católicos autorizaron la construcción del puente que uniría Olivares con Quintanilla. Sin embargo las obras no comenzaron hasta 1571 con los arquitectos Juan de la Vega y Francisco del Río. El puente convertiría a ambas villas en importante punto estratégico, como nudo de comunicación.
Olma
Ha sido siempre el símbolo de Quintanilla, y hace años murió por una enfermedad. Hace poco tiempo se decidió plantar un nuevo árbol en la plaza de la iglesia, y la famosa olma fue tratada y restaurada y ahora está colocada como monumento al lado de la carretera, en el barrio de la cooperativa. 
Se encuentran cerca varias canteras de caliza, y lugares destacados son pico Cuadro, Las Tres Matas, el canal del Duero...

### Fiestas
Actualmente, las mayores fiestas son las de Nuestra Señora y San Roque (entre el 13 y el 18 de agosto), en las que se celebra la tradicional merienda de la plaza con reparto de vino por el ayuntamiento, tradición que se remonta desde el siglo XVI y que ha sido declarada de interés turístico. 
También se celebra en estas fiestas la procesión y la tradicional subasta del arco de San Roque, dotado de los más exquisitos productos gastronómicos de la zona. Unas semanas antes de las fiestas, empiezan los preparativos, con juegos para jóvenes y niños, campeonatos deportivos, cine, etc.
La fiesta de la vendimia, se celebra en septiembre, en torno a una prensa de vino instalada en la plaza Mayor. La degustación del mosto se acompaña con pastas empiñonadas. Actualmente, durante el fin de semana de la fiesta de la vendimia se organiza un mercado medieval en la plaza Mayor y alrededores, así como en algunos bares como el Bar Gómez o el Bar La Plaza, que también organizan puestos gastronómicos.
La fiesta de San Millán, antiguamente era la que poseía más importancia entre todas las fiestas del pueblo. Actualmente se celebra la procesión en honor al patrón San Millán y por la noche se organiza un baile para todo el mundo en la discoteca Mario's.
También se celebra en diciembre-enero un certamen anual de teatro llamado Quintanilla Actúa en el que tres grupos de teatro invitados actúan y luego se celebra una gala de entrega de premios

### Teatro
Actualmente hay tres grupos de teatro: El Delirio, Los Otros y Terra Nostra, dirigidos por Beatrice Fulconis

### Gastronomía
Las costumbres gastronómicas son, junto al lechazo asado, las chuletillas de lechazo a la brasa y el cordero cuchifrito. Cangrejos del río Duero y caracoles de la ribera se pueden acompañar por espárragos trigueros, también producto de la zona, así como las setas de cardo o los níscalos. Todo ello regado con vino de la ribera del Duero y, de postre, las tradicionales pastas de piñón y almendras. También en la pastelería encontrará la especialidad de cestitas de hojaldre y pasta de almendra; en Pascua los buenísimos hornazos; y en Navidad sus famosos amarguillos, mazapanes, polvorones, todo artesano y de primera calidad; y hasta catorce clases de turrón artesano.

#### Bodegas y vinos
Se caracteriza por sus viñas con Denominación de Origen Ribera del Duero con las uvas Tempranillo, Cabernet Sauvignon, Merlot y Malbec. Las uvas Garnacha y Albillo están permitidas, pero en pequeñas cantidades.
Posee bodegas y viñedos de prestigio mundial.